# Химна Београду
 Химна Београду званична је песма града Београда, изабрана у јуну 2021. године. Снимио ју је песник Танасије Младеновић, а компоновао Миховил Логар.

## Опште информације
Дана 9. јуна 2021. године одборници Скупштине града Београда изгласали су ову песму за званичну „химну Београда”. Текст на песму написао је Танасије Младеновић, на музику Миховила Лонгара. Пре ове употребе Химна Београду је дуги низ година била најава и одјава телевизијског програма Радио Телевизије Београд. 
Наложено је да сви органи града Београда, градских општина, предузећа, установе и остале организације чије је оснивач град Београд или нека од градских општина града имају обавезу да обезбеде да се песме града Београда изводи приликом организовања прослава, свечаности и других културних, спортских и сличних манифестација. Актом је одређено да Центар београдских фестивала обезбеди аудио-верзију песме града која ће се користити приликом њеног извођења. У складу са наведеним, Центар београдских фестивала је снимио извођење песме града за симфонијски оркестар и хор, а по аранжману Дамира Хандановића, в.д. директора ЦЕБЕФ-а.

## Текст песме
Слободом древни граде буди горд
дигни звезду на свој стег.
Да светом твоје славе прође глас,
да одјекне дол и брег.
Јединству и братству сад песму запој
нек тиранин сваки ту нађе гроб свој…
Београде, Београде,
ко сунце сјаш, горди граде наш,

вечно наш!

## Спољашне везе
- Химна Београд на сајту ЦЕБЕФ-а